# Coupe des Pays-Bas de football 2005-2006
Navigation
Édition précédente Édition suivante
La Coupe des Pays-Bas de football 2005-2006, nommée la KNVB beker, est la 88e édition de la Coupe des Pays-Bas. La finale se joue le 7 mai 2006 au stade De Kuip à Rotterdam.
Le club vainqueur de la coupe est qualifié pour le premier tour de la Coupe UEFA 2006-2007.

## Finale
Ajax Amsterdam gagne la finale contre le PSV Eindhoven et remporte son seizième titre. La rencontre s'achève sur le score de 2 à 1, Klaas-Jan Huntelaar inscrit un doublé lors de cette rencontre.